# Lave Johansen Urne
Lave Johansen Urne til Rygård (død 5. december 1559 på Landskrone Slot) var en dansk adelsmand.
Han var søn af Johan Jørgensen Urne (død 1537) og Anne Rønnov.
Han var 1548-51 hofsinde og i same periode kannik i Roskilde. I 1557 fik han Lundegård i Skåne i forlening, hvilket len han i 1559 ombyttede med Landskrone, hvor han kort efter døde.
I 1555 var han blevet gift med enken efter Marqvard Tidemand til Hellerup, Karen Eilersdatter Bølle; ægteskabet var barnløst. Enken døde 15. august 1582 i Odense.